# Анцев, Георгий Владимирович
Гео́ргий Влади́мирович А́нцев (род. 29 января 1961), генеральный директор — генеральный конструктор АО «НПП «Радар ммс», доктор технических наук, почётный радист РФ. Герой Труда Российской Федерации.

## Биография
Окончил в 1979 году среднюю школу и в 1985 году — факультет электрооборудования летательных аппаратов Ленинградского института авиационного приборостроения (ныне — ГУАП). В 1996 году защитил диплом в Американском институте исследования и развития бизнеса Калифорнийского государственного университета[уточнить].
Действительный член Международной академии транспорта, председатель Северо-Западного отделения Российской академии медико-технических наук, доктор транспорта, кандидат технических наук, член Американского института электро- и радиоинженеров (IEEE), автор более 80 научных работ в области сложных информационных радиоэлектронных систем военного и гражданского назначения, конверсии оборонного комплекса, медицинской логистики, член Межведомственного Совета по военным радиолокационным системам и комплексам.
В 2024 году был доверенным лицом кандидата в президенты России Владимира Путина.
Дети: Иван (исполнительный директор АО «НПП «Радар ммс»), Василий, Варвара.

## Награды
Почётный радист Российской Федерации. Имеет звание «Человек года» (2001) за развитие науки, промышленности и экономики в Северо-Западном регионе. Имеет награды Санкт-Петербургского государственного политехнического университета им. Петра Великого, Российской академии ракетных и артиллерийских наук, Санкт-Петербургского Морского собрания, Международной академии транспорта, Академии медико-технических наук РФ, Объединённого совета ветеранов-подводников ВМФ. Награждён орденом Почёта (2009), юбилейными медалями «300-летия Российского Флота», «200-летия Министерства обороны России», «В память 300-летия Санкт-Петербурга», «300-летия Балтийского флота».

## Санкции
23 февраля 2024 года Анцев внесён в санкционный список стран Евросоюза так как «занимая должность генерального директора ОАО "НПП Радар ММС", Георгий Анцев поддерживает действия, которые подрывают или угрожают территориальной целостности, суверенитету и независимости Украины».